# Sjinkie Knegt
Sjinkie Knegt (Bantega, 5 luglio 1989) è un pattinatore di short track olandese.

## Palmarès

### Olimpiadi
- 2 medaglie:
  - 1 argento (1500 m a Pyeongchang 2018).
  - 1 bronzo (1000 m a Soči 2014).

### Campionati mondiali
- 5 medaglie:
  - 1 oro (staffetta a Montréal 2014);
  - 3 argenti (staffetta a Shanghai 2012; 1000 m a Debrecen 2013; 1000 m a Montréal 2014);
  - 1 bronzo (staffetta a Debrecen 2013).

### Campionati europei
- 30 medaglie:
  - 15 ori (staffetta a Heerenveen 2011; 1500 m, classifica generale a Mladá Boleslav 2012; 1500 m a Malmö 2013; 1000 m, 1500 m e classifica generale a Dordrecht 2015; 500m a Soči 2016; 500m e staffetta a Torino 2017; 500m, 1000m, 1500 m, staffetta e classifica generale a Dresda 2018);
  - 11 argenti (staffetta a Torino 2009; 1500 m a Heerenveen 2011; 1000 m a Mladá Boleslav 2012; 500 m, staffetta, classifica generale a Malmö 2013; 500 m, 3000 m, staffetta a Dresda 2014; 500 m a Dordrecht 2015; staffetta mista 2000 m a Dresda 2025);
  - 4 bronzi (classifica generale a Heerenveen 2011; staffetta a Dordrecht 2015; 3000 m e classifica generale a Torino 2017).

## Riconoscimenti
- Sportivo olandese dell'anno (2015)